# Édouard Rod

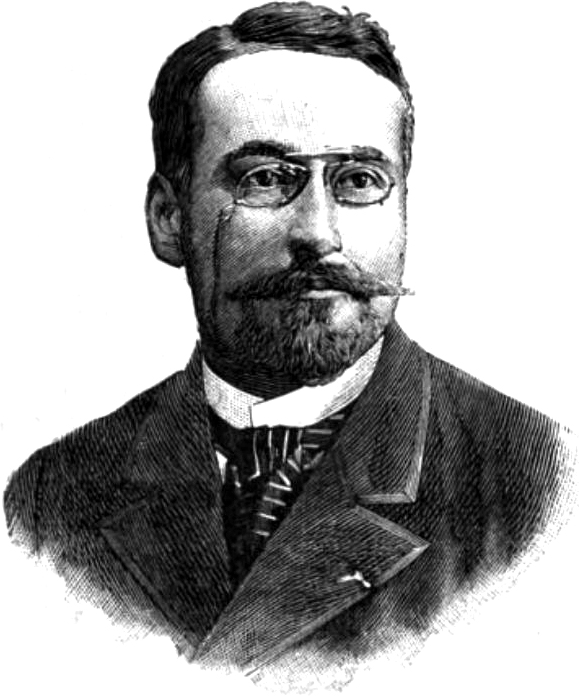
Édouard Rod

Édouard Rod (* 31. März 1857 in Nyon; † 29. Januar 1910 in Grasse) war ein französischsprachiger Autor aus der Schweiz. Sein wichtigster Roman war La course à la mort (deutsch Wettlauf zum Tod).

## Leben und Werk
Édouard Rod studierte Geisteswissenschaften an der Universität Lausanne sowie Philologie und Geschichte in Berlin und fühlte sich schon hier stark von der Philosophie Arthur Schopenhauers angezogen. Er wandte sich alsdann 1878 nach Paris und trat dort als Kritiker lebhaft für die naturalistische Schule Émile Zolas ein in der Schrift À propos de l’Assommoir (1879). Ihr folgte die satirische Studie Les Allemands à Paris (Paris 1880) und Rods erster Roman Palmyre Veulard (Paris 1881), worin er Zolas Verfahren möglichst getreu nachahmte. Der gleichen Richtung gehören auch folgende Werke an: La chute de Miss Topsy (Brüssel 1882); Côte à côte (1882), eine herbe Satire gegen die Heuchelei der protestantischen Orthodoxie in Frankreich; La femme d’Henri Vanneau (Paris 1884); L’autopsie du doctor Z et autres nouvelles (Paris 1884). Mit dem nächsten Werk, La course à la mort (Paris 1885; deutsche Übersetzung von Fabian Stech, Wettlauf zum Tod, Berlin 1999), verliess Rod mit Entschiedenheit die naturalistische Schule und fand mit diesem teilweise autobiographischen philosophischen Roman von ausgeprägtem Pessimismus seinen ersten großen Erfolg. Hierin wandte er sich der psychologischen Analyse zu, vor allem der Beschreibung schwer zugänglicher Menschentypen. Tatiana Leïlof (Paris 1886) war ein Rückfall in die frühere Manier.

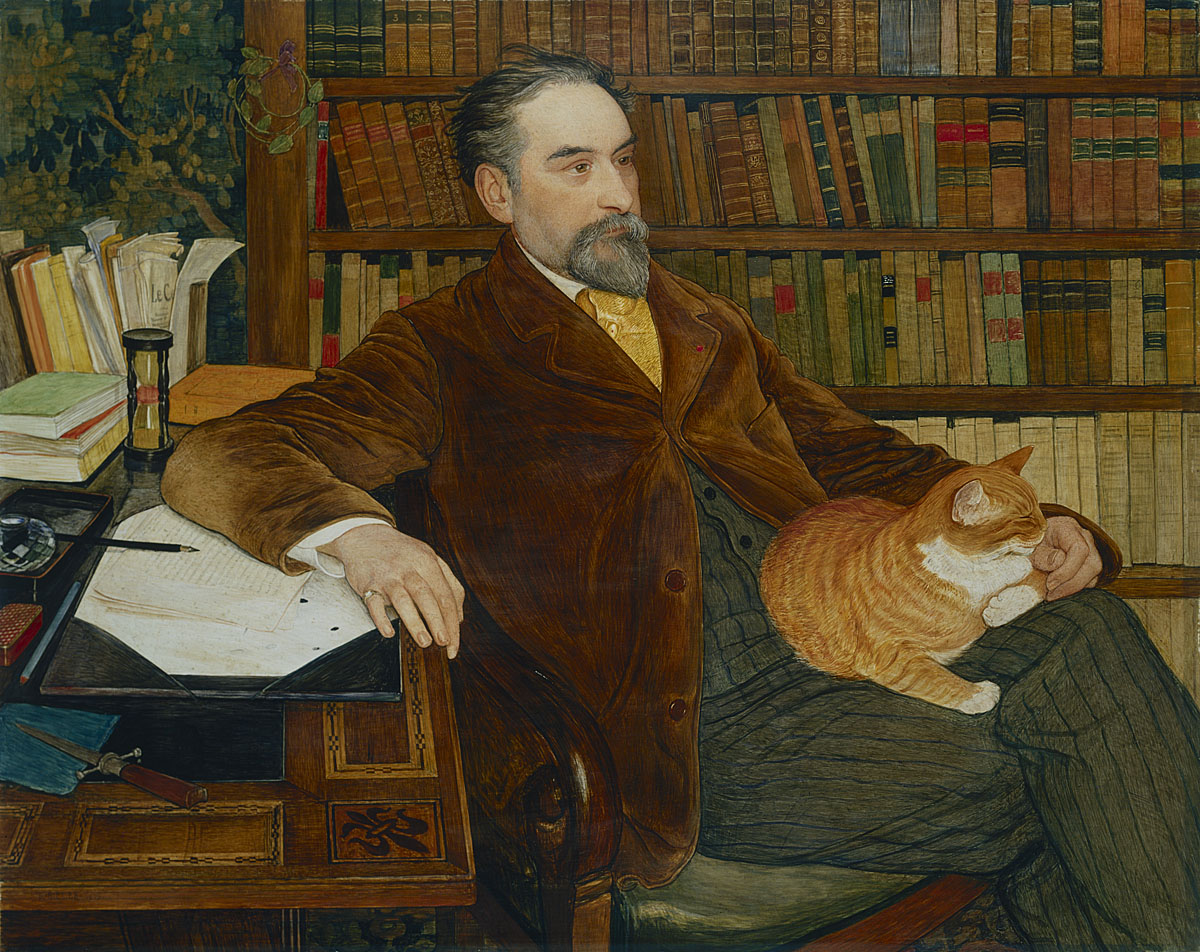
Ernest Biéler: Portrait de l'écrivain Édouard Rod, 1909, Musée cantonal des Beaux-Arts de Lausanne

Neben seinen Romanen beschäftigte sich Rod, der 1882 Valentine Gonin geheiratet hatte, fortwährend mit Kritik. Er liess 1886 Wagner et l’esthétique allemande erscheinen, worin er Wagner verteidigte, und widmete dem pessimistischen Dichter Leopardi eine Studie (1888). Le sens de la vie (Lausanne 1889) war eine Fortsetzung und teilweise Korrektur im optimistischen Sinn des Werks La course à la mort und fand noch grösseren Erfolg als dieses. Rod hatte eine literarische Beziehung zu der Schriftstellerin Nancy-Marie Vuille (1867–1906).
Nachdem Rod in Paris von 1884 bis 1887 die Revue contemporaine redigiert hatte, wurde er 1887 als Nachfolger Marc Monniers Professor für vergleichende Literatur an die Universität Genf berufen, gab aber diese Stellung 1893 wieder auf, um sich in Paris ganz seiner literarischen Tätigkeit zu widmen. Er reiste auch in die Vereinigten Staaten und hielt Vorlesungen in Harvard und Cambridge.
Eine neue Seite seines Talents zeigte Rod im Doppelroman La vie privée de Michel Teissier (Paris 1893; deutsch, 2. Auflage Dresden, 1906) und La seconde vie de Michel Teissier (Paris 1894), worin er das Verhältnis zwischen der politischen Tätigkeit und dem Privatleben und ihren Wechselwirkungen im damaligen Frankreich einer feinsinnigen moralisierenden Betrachtung unterwarf. La vie privée de Monsieur Teissier wurde von Rod auch auf die Pariser Bühne gebracht, aber ohne sonderlichen Erfolg.
Rods bedeutendstes Stück auf dem Gebiet der Kritik ist Les idées morales du temps présent (Paris 1897), worin namentlich die Kritik der Philosophie und Geschichtsschreibung Renans interessant ist. Rod hat ausserdem auf dem Gebiet der Kritik herausgegeben: Lamartine (Paris 1883), Dante (1891), Stendhal (Paris 1892), Essai sur Goethe (Paris 1898), Nouvelles études sur le XIXe siècle (Paris 1899), L’Affaire J. J. Rousseau (Paris 1906). Außerdem veröffentlichte er noch folgende Romane:
- La course à la mort, Paris 1885
  - dt. Ausgabe: Wettlauf zum Tod. Roman. Aus dem Französischen von Fabian Stech. Ullstein, Berlin 1998.
- Les trois cœurs, Paris 1890
- Scènes de la vie cosmopolite, 1890
- Nouvelles romandes, 1891
- La sacrifiée, Lausanne 1892
- Le silence, Paris 1894
- Les roches blanches, Paris 1895
  - dt. Ausgabe: Die weißen Felsen. Roman in 2 Bänden. Autorisierte Übersetzung aus dem Französischen von Emmy Becher. Engelhorn, Stuttgart 1897.
- Le dernier refuge, Paris 1896
- Là-haut, Paris 1897
- Le ménage du pasteur Naudié, Paris 1898, eine Studie des protestantischen Frankreichs
- Au milieu du chemin, 1900
  - dt. Ausgabe: Auf halbem Wege. Roman. Autorisierte Übersetzung aus dem Französischen von Alwina Vischer. Engelhorn, Stuttgart 1903 (= Engelhorns Allgemeine Roman-Bibliothek, Band 11).
- L’eau courante, Paris 1902
- L’inutile effort, Paris 1903
- Un vainqueur, Paris 1904
  - dt. Ausgabe: Ein Sieger. Autorisierte Übersetzung von M. Toussaint. Berlin 1905.
- L’indocile, Paris 1905
- L’incendie, Paris 1906
  - dt. Ausgabe: Der Brandstifter. Deutsche Übertragung von Otto B. Jost. Mon Village, Vulliens 1979.

Rod dramatisierte ferner die Geschichte Rousseaus in dem dreiaktigen Schauspiel Le réformateur (1906), das am Nouveau Théâtre aufgeführt wurde. In der Vorrede zu der Übersetzung von Moritz Prozor (1889) führte er Henrik Ibsen zuerst in Frankreich ein. Er war Zeitgenosse von Marcel Proust, der ihn für seine Naturschilderungen bewunderte. Am 29. Januar 1910 starb er plötzlich im Alter von 53 Jahren in Grasse. Ein Rods Namen tragender Literaturpreis wurde 1996 gestiftet.